# صدأ

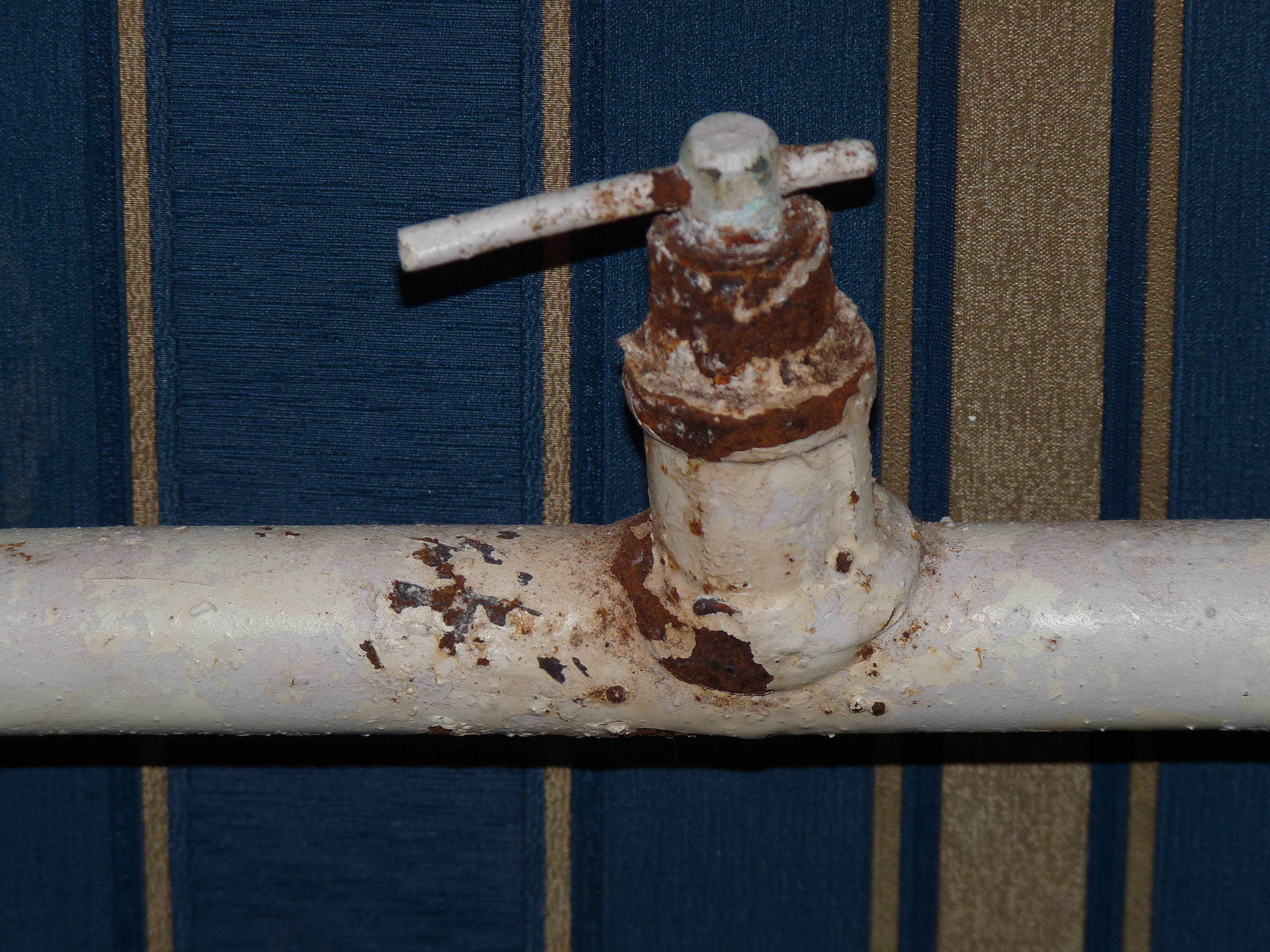
ماسورة تدفئة مركزية تصدأت

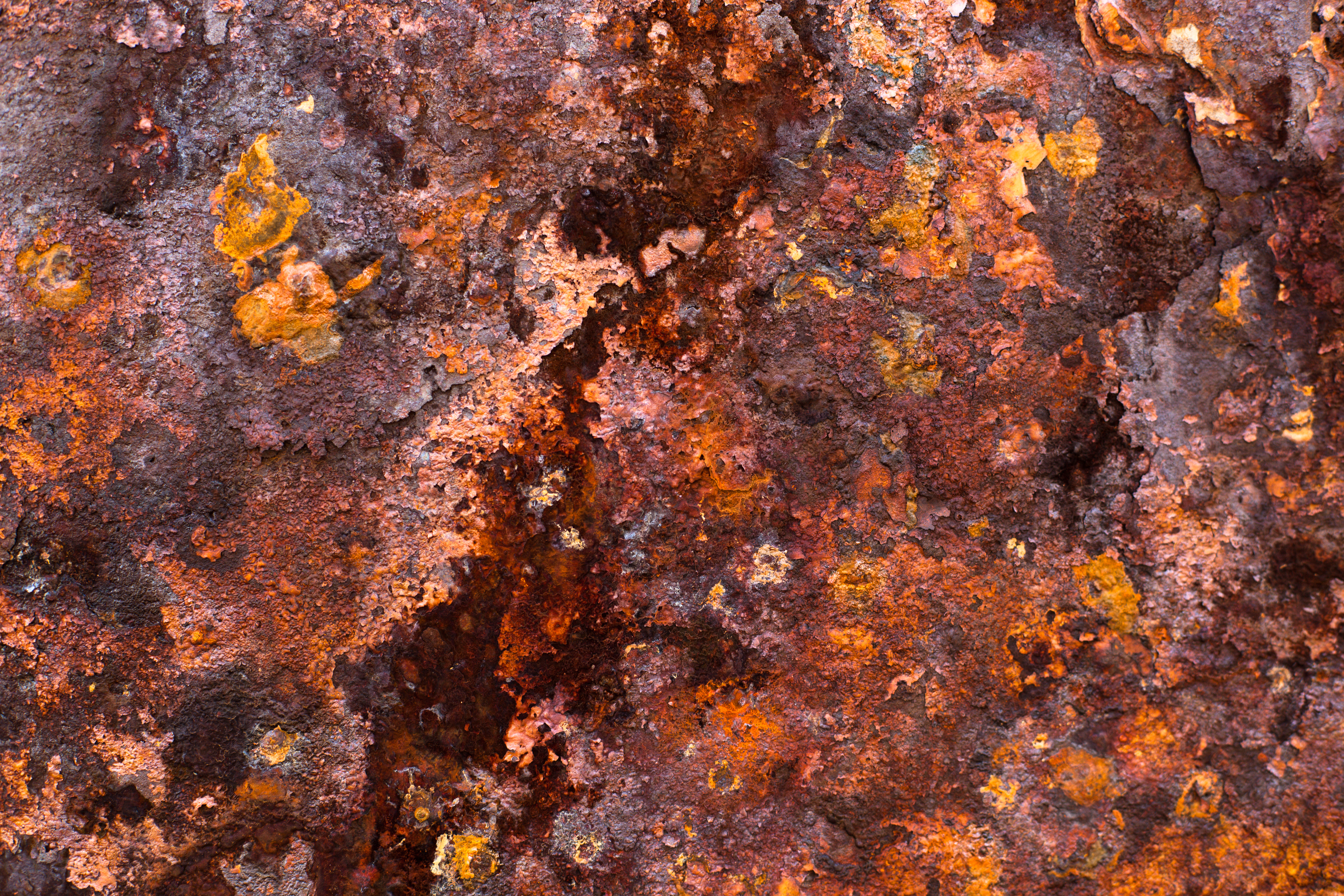
لقطة مقرَّبة لصدأ الحديد.

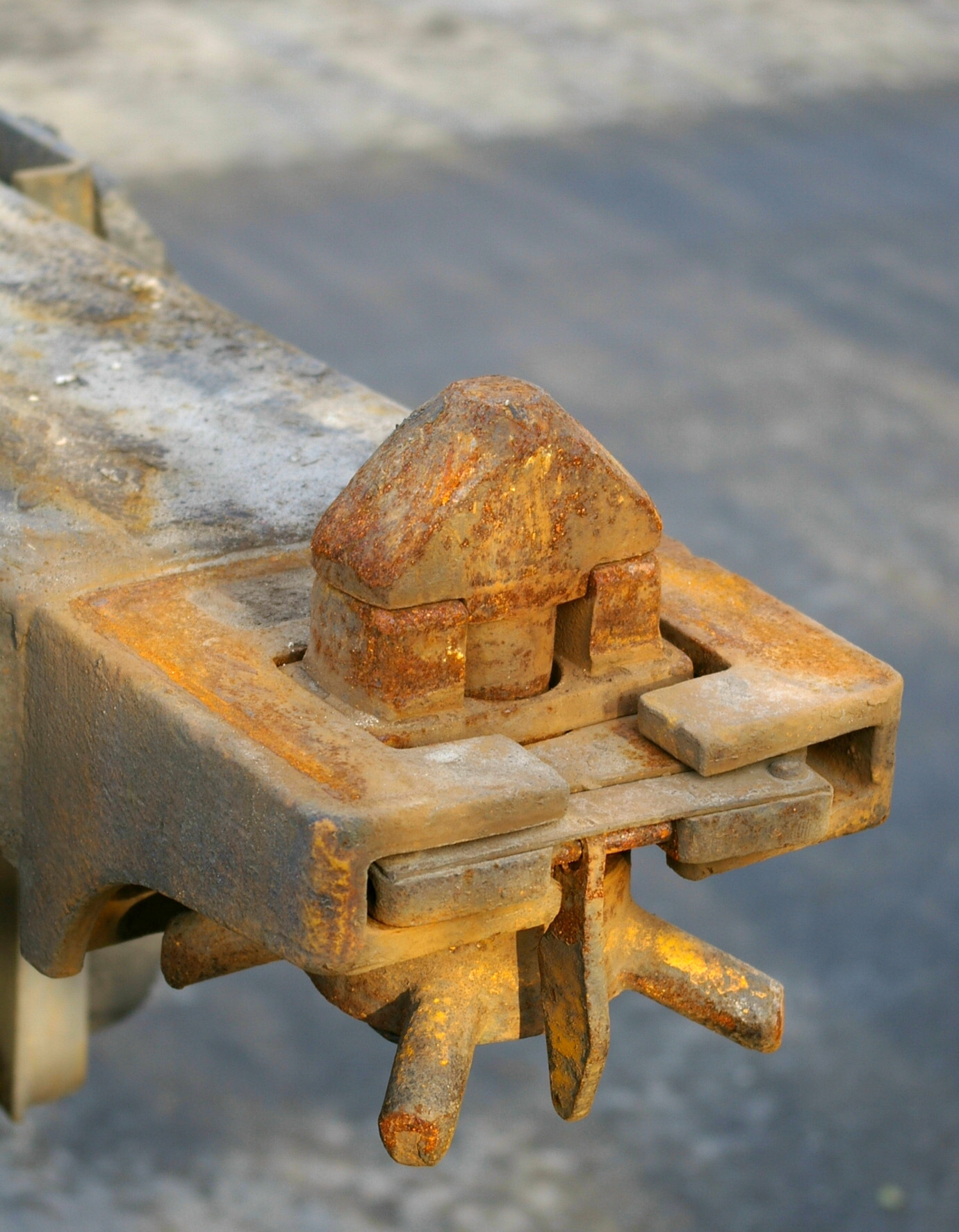
صدأ في حاوية

الصدأ مادة حمراء ضاربة إلى اللون البني تتشكل على سطح الحديد والفولاذ كنتيجة لأثر التآكل. يتكون الصدأ من أكسدة ذرات الحديد الموجودة على السطح نتيجة التماس مع أكسجين الهواء الجوي بوجود الرطوبة. يمكن اعتبار الصدأ أكسيد مميّه للحديد، حيث يتشكل مزيج من أكسيد الحديد الثنائي FeO وأكسيد الحديد الثلاثي Fe2O3 بالإضافة إلى أكسيد هيدروكسيد الحديد الثلاثي FeO(OH)·Fe(OH)3 بوجود جزيئات الماء داخل البنية، بحيث يمكن أن تكتب الصيغة العامة المجملة له كالتالي: {\displaystyle \mathrm {x\ Fe^{II}O\cdot y\ Fe_{\ 2}^{III}O_{3}\cdot N\ H_{2}O} }  
يعتبر الصدأ من أهم العوامل المؤدية لضعف الحديد وهشاشته، وذلك بسبب الطبيعة المسامية لأكاسيد الحديد الناتجة. ويمكن استخدام الحديد في تشكيل سبائك بخلطه مع عناصر كيميائية أخرى لصناعة فلزات تقاوم الصدأ، ويطلق عليها الصلب غير القابل للصدأ أما الحديد والصلب اللذان لا يقاومان الصدأ فينبغي حفظهما في حالة جافة أو تشحيمهما، أو طلاءهما، أو تغليفهما بفلز أكثر نشاطًا كالخارصين أو الكروم فيما يعرف بعملية الجلڨنة.

## فقد اللمعان

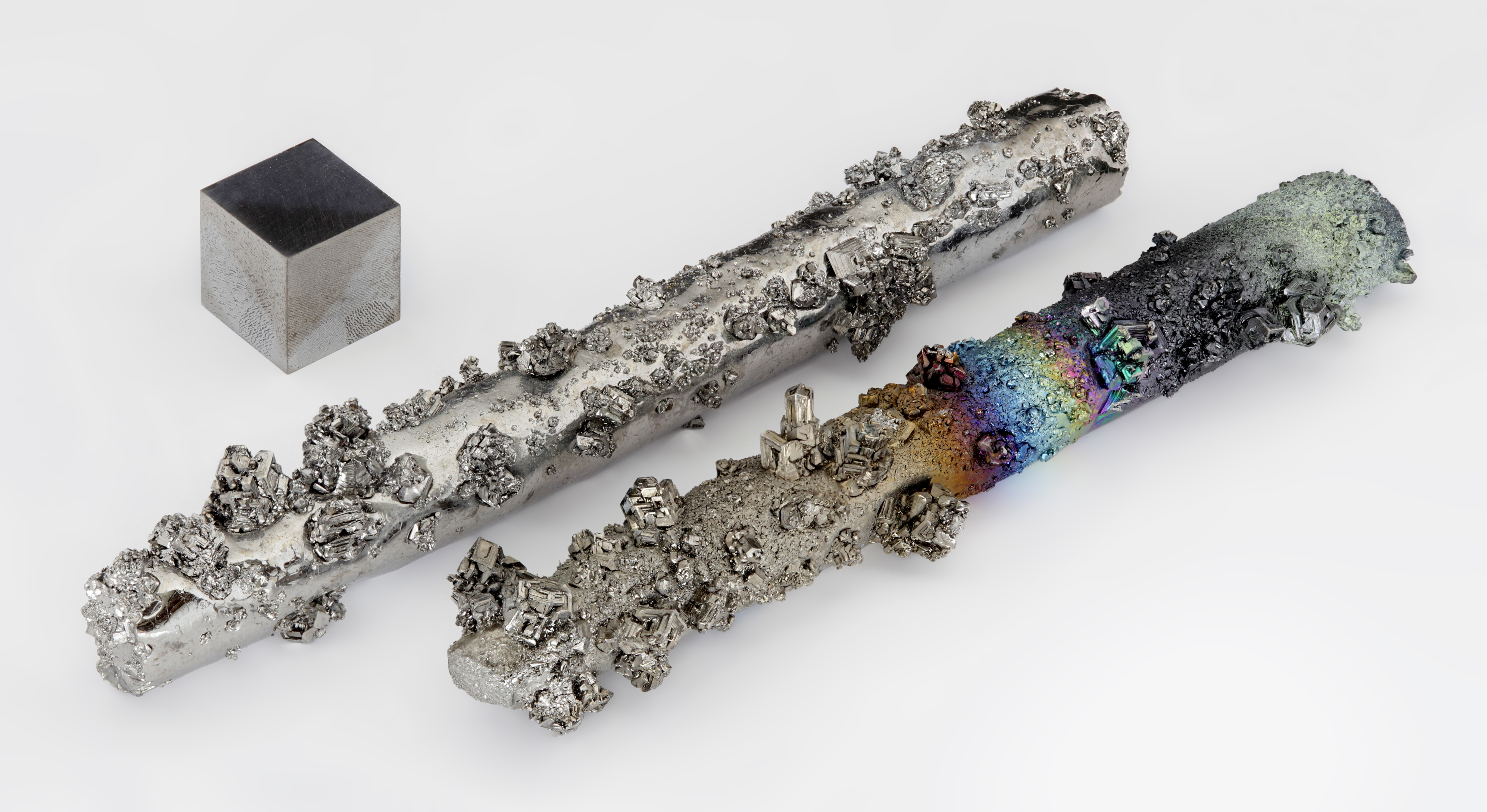
الصدأ يسبب فقدان اللمعان

فقد اللمعان هو عبارة تحول في شكل انعكاس الضوء عن المادة بسبب تغطيتها بطبقة من الصدأ التي تتكون على سطح النحاس، النحاس الأصفر، الألومنيوم حيث أنه يحدث لهم تأكسد.

### كيفية علاجها
عند وقوع فقد البريق، يتم معالجته كيميائيا، وغالبا ما يكون بحمض قوي. وتوجد منتجات تجارية كثيرة لهذا الغرض.

### كيفية منعها
يتم منع هذه الظاهرة غالبا بالطلاء (القصدرة), حيث يتم طلاء سطح المادة بمادة أخرى غير نشيطة (مثل القصدير أو الشمع) وهذا يمنع وصول الأكسجين إلى سطح المادة المراد حمايتها.